# Adam Przeworski
Adamo Przeworski (pl; 5 maggio 1940) è un politologo polacco naturalizzato statunitense.
È un professore di scienze politiche specializzato in politica comparata . È professore emerito Carroll e Milton presso il Dipartimento di Politica della New York University . È uno studioso delle società democratiche, della teoria della democrazia, della socialdemocrazia e dell'economia politica, nonché uno dei primi sostenitori della teoria della scelta razionale nella scienza politica.

## Biografia
Nacque nel 1940 a Varsavia, in Polonia, quando il paese era occupato dalla Germania nazista. I suoi genitori erano medici. Suo padre, che non incontrò mai, fu arruolato nell'esercito polacco nel 1939 e ucciso nel massacro di Katyn del 1940 da parte delle truppe sovietiche.
Suo zio Andrzej Przeworski era un calciatore, arbitro e allenatore polacco. Sua moglie è un'ex dirigente di alto livello presso l'OCSE e le Nazioni Unite e direttrice fondatrice del Bard Center for Environmental Policy. La loro figlia Molly Przeworski è una genetista della popolazione. Sia Adam Przeworski che Molly sono stati i primi padre e figlia ad essere eletti alla National Academy of Sciences degli Stati Uniti. Przeworski fu eletto anche alla British Academy. Przeworski è un tifoso accanito della squadra di calcio inglese Arsenal.
Przeworski si laureò all'Università di Varsavia nel 1961 con un master in filosofia e sociologia. A Varsavia, Przeworski ha incontrato un professore di scienze politiche della Northwestern University, R. Barry Farrell. Farrell convinse Przeworski a trasferirsi negli Stati Uniti per studiare scienze politiche. Secondo Przeworski, "Non ricordo se ho avuto l'intelligenza di chiedergli cosa fosse la scienza politica: non sapevo cosa fosse. Ma anche se mi avesse chiesto se volevo lavorare su una nave che navigava intorno al mondo, avrei detto ''sì''. Avevo vent'anni e sarei andato ovunque per fare qualsiasi cosa."
Przeworski ha conseguito il dottorato di ricerca in scienze politiche presso la Northwestern University nel 1966. Successivamente, ha insegnato alla Washington University di St. Louis (1969-1973), all'Università di Chicago (1973-1995) e alla New York University (NYU) (1995-oggi). Attualmente è professore emerito alla NYU.
Presso l'Università di Chicago, gli è stato conferito il titolo di Martin A. Ryerson Distinguished Service Professor.  Alla New York University è stato professore di politica Carroll e Milton Petrie e (per gentile concessione) professore emerito di economia. Ha ricoperto inoltre incarichi di ricerca in India, Cile, Gran Bretagna, Francia, Germania, Spagna ( Istituto Juan March ) e Svizzera.
Przeworski si unì al Gruppo di settembre dei marxisti analitici nel 1979 o 1980; lasciò il gruppo nel 1995.

## Premi e riconoscimenti
Przeworski ha ricevuto numerosi premi.
- 1991 Membro dell'Accademia americana delle arti e delle scienze.
- Premio per articolo Gregory M. Luebbert del 1998.
- Premio Woodrow Wilson 2001 dell'American Political Science Association (APSA) per il libro Democrazia e sviluppo .
- Miglior set di dati del 2002, dalla sezione di politica comparata dell'American Political Science Association (APSA)
- 2010 Premio Johan Skytte in Scienze Politiche per "aver innalzato gli standard scientifici riguardanti l'analisi delle relazioni tra democrazia, capitalismo e sviluppo economico".
- Premio Juan Linz 2018 dell'Associazione Internazionale di Scienze Politiche (IPSA)
- 2021 Membro eletto della National Academy of Sciences degli Stati Uniti.[3]
- 2021 Eletto "corresponding fellow" della British Academy .[4]

Altri premi includono il Socialist Review Book Award del 1985, il Professore onorario dell'Università di Chongqing nel 2012, un Doctor Honoris Causa dell'Universidad Nacional de Tucuman nel 2016, il Premio della giuria dei Sakip Sabanci International Research Awards nel 2018 e il Lawrence Longley Article Award del 2020.
Il premio Lijphart/Przeworski/Verba Dataset Award della sezione Politica comparata dell'American Political Science Association (APSA) prende il nome da Przeworski e da altri due illustri scienziati politici. Il premio riconosce il miglior set di dati accessibile al pubblico che avvantaggia l'intera comunità di ricerca.

## Ricerca accademica
Przeworski ha pubblicato numerosi articoli in vari campi. Uno dei suoi primi lavori, The Logic of Comparative Social Inquiry (1970),  è "un'importante influenza sulle pratiche metodologiche nella politica comparata".
I suoi due libri degli anni '80, Capitalism and Social Democracy (1985) e Paper Stones (1986), scritto in collaborazione, affrontarono la questione del perché i partiti di sinistra "abbandonino il socialismo e adottino invece un programma riformista all'interno dei parametri del capitalismo".
Successivamente ha scritto diverse opere su vari aspetti della democrazia: Democrazia e mercato (1991), Democrazia e sviluppo (2000), Democrazia e limiti dell'autogoverno (2010), Perché preoccuparsi delle elezioni? (2018) e Crisi della democrazia (2019). Tra le altre cose, in queste opere sulla democrazia Przeworski ha difeso una concezione minimalista della democrazia in cui "la democrazia è solo un sistema in cui i governanti sono selezionati tramite elezioni competitive".
Przeworski ha anche pubblicato due ampie panoramiche sulle teorie dello Stato e dell'economia politica: Lo Stato e l'economia nel capitalismo (1990) e Stati e mercati (2003).
Due preoccupazioni persistenti nella ricerca di Przeworski sono state: (1) la compatibilità tra democrazia e capitalismo, e (2) la possibilità di un percorso democratico verso il socialismo.  Przeworski ha riconosciuto che un'influenza importante sul suo pensiero nel corso della sua vita è stata l'opera di Karl Marx.

### La logica dell'indagine sociale comparata
Nel suo libro The Logic of Comparative Social Inquiry (1970), Przeworski e Teune hanno introdotto l'idea di progettazione dei "sistemi più simili" e dei "sistemi più diversi".  Questo libro ha anche introdotto una distinzione fondamentale rilevante nella ricerca sulla misurazione: la distinzione tra “indicatori comuni” e “indicatori specifici del sistema”.

### Capitalismo e socialdemocraziaepietre di carta
In Capitalism and Social Democracy (1985), e nel volume correlato con John Sprague Paper Stones: A History of Electoral Socialism (1985),  Przeworski sostiene che i partiti socialisti europei nella prima metà del XX secolo hanno dovuto affrontare una serie di dilemmi elettorali. Il primo dilemma fu se partecipare o meno alle elezioni borghesi, mentre in Europa si stava progressivamente affermando il suffragio universale . La questione era se la partecipazione avrebbe contribuito alla lotta per il socialismo o rafforzato l'ordine capitalista.  Secondo Przeworski, la maggior parte dei partiti socialisti ha scelto di partecipare alle elezioni, poiché era un mezzo per promuovere alcuni degli interessi dei lavoratori nel breve periodo e, come illustrano i riferimenti a Friedrich Engels e Eduard Bernstein nel libro di Przeworski, per muoversi verso il socialismo.
Secondo Przeworski, la decisione di partecipare alle elezioni borghesi portò a un altro dilemma. Dato che i lavoratori manuali non costituivano la maggioranza numerica in nessun paese europeo, per vincere le elezioni dovevano scegliere se compromettere o meno i loro principi socialisti e adottare un programma socialdemocratico per attrarre il sostegno degli alleati, in particolare della classe media.  Tale compromesso ebbe conseguenze importanti per i partiti socialisti, tra cui il ritiro del sostegno ai lavoratori,  l’abbandono delle tattiche extraparlamentari,  e progressivamente la defezione dalle politiche socialiste una volta al potere.
Le critiche alla teoria di Przeworski sui dilemmi dei partiti socialdemocratici sono state almeno di due tipi. In primo luogo, è stato dimostrato che la maggioranza numerica non è necessaria ai partiti socialdemocratici per controllare i governi,  il che implica che i partiti socialdemocratici non hanno necessariamente bisogno di sacrificare i voti dei lavoratori per vincere le elezioni. In secondo luogo, Gøsta Esping-Andersen sostiene che Przeworski sbaglia nel tentativo di differenziare le politiche riformiste e rivoluzionarie, poiché "non abbiamo criteri accettati per decidere quali azioni rifletteranno semplicemente lo status quo e quali accelereranno la trasformazione storica".  Esping-Andersen suggerisce che le politiche adottate dai partiti di sinistra dovrebbero essere confrontate in base al modo in cui aiutano il processo di unità di classe.

### Democrazia e mercato
In Democracy and the Market (1991),  Przeworski analizza gli eventi nell’Europa orientale e in America Latina, concentrandosi sulle transizioni verso la democrazia e sulle riforme economiche orientate al mercato. Przeworski presenta una visione minimalista della democrazia: "La democrazia è un sistema in cui i partiti perdono le elezioni".  Analizza le transizioni verso la democrazia utilizzando la teoria dei giochi rudimentale e sottolinea l'interdipendenza delle trasformazioni politiche ed economiche.

### Democrazia e sviluppo
In Democracy and Development: Political Institutions and Well-Being in the World, 1950–1990 (2000), Przeworski fornisce un’analisi statistica delle cause e delle conseguenze della democrazia in tutto il mondo.
Per quanto riguarda le cause della democrazia, Przeworski valuta la tesi di Seymour Martin Lipset sull'impatto dello sviluppo economico sui regimi politici e ritiene che l'argomentazione di Lipset riguardante l'associazione tra un elevato livello di sviluppo economico e la stabilità della democrazia sia supportata. Tuttavia, Przeworski "ha contestato la visione secondo cui l'aumento del livello di sviluppo è associato a maggiori prospettive di transizione verso la democrazia".
Sulle conseguenze della democrazia, Przeworski sosteneva, contro autori come Samuel P. Huntington, che "le democrazie hanno prestazioni economiche pari a quelle dei regimi autoritari".

### Democrazia e limiti dell'autogoverno
Questo libro rappresenta la discussione più ampia di Przeworski sull'ideale della democrazia e su quanto di questo ideale possa essere realisticamente raggiunto.
Il libro parte dal presupposto che la democrazia sia un insieme di istituzioni che devono soddisfare quattro "condizioni":
1. Uguaglianza, la capacità di ogni cittadino di avere la stessa influenza sulle decisioni collettive
2. Partecipazione, la capacità di ogni cittadino di avere un’influenza effettiva sulle decisioni collettive
3. Rappresentanza, l'attuazione delle decisioni collettive da parte dei rappresentanti eletti
4. Libertà, il rispetto della libertà individuale senza impedimenti da parte dello Stato

Successivamente Przeworski esplora la misura in cui queste condizioni possono essere soddisfatte e quindi quali sono i limiti dell'ideale di democrazia. Przeworski sostiene che la democrazia ha storicamente dovuto affrontare quattro sfide: "(1) l'incapacità di generare uguaglianza nell'ambito socioeconomico, (2) l'incapacità di far sentire alle persone che la loro partecipazione politica è efficace, (3) l'incapacità di garantire che i governi facciano ciò che dovrebbero fare e non ciò che non sono tenuti a fare, e (4) l'incapacità di bilanciare ordine e non interferenza".
Nel corso del libro, Przeworski offre una valutazione sobria del potenziale della democrazia per porre rimedio a queste sfide. Uno dei suoi argomenti centrali è che, contrariamente alla speranza di molti, "la democrazia non genera maggiore uguaglianza economica".  Tuttavia, egli avverte che, anche se "la democrazia affronta dei limiti nell'estensione della possibile uguaglianza economica, partecipazione effettiva, perfetta agenzia e libertà", è importante riconoscere questi limiti in modo da chiarire meglio "le direzioni per le riforme che sono fattibili" e "non criticare la democrazia per non aver raggiunto ciò che nessun accordo politico può raggiungere".

### Perché preoccuparsi delle elezioni?
In questo libro del 2018, Adam Przeworski affronta una domanda classica: perché la democrazia dovrebbe essere apprezzata?
Przeworski ritiene che la democrazia sia un "metodo di elaborazione dei conflitti".  Egli pone la questione nei seguenti termini: "Ci sono buone ragioni per pensare che se i governanti vengono selezionati attraverso elezioni contestate le loro decisioni saranno razionali, che i governi saranno rappresentativi, che l'economia funzionerà bene, che la distribuzione del reddito sarà egualitaria e che le persone vivranno in libertà e pace? "  E conclude che la motivazione più forte per sostenere la democrazia è che essa genera pace civile.
Vale la pena citare ampiamente il suo ragionamento. Przeworski sostiene che "Alla fine, il miracolo della democrazia è che le forze politiche in conflitto obbediscono ai risultati del voto. Le persone che hanno armi obbediscono a quelle che non ne hanno. I titolari rischiano il controllo delle cariche governative tenendo elezioni. I perdenti aspettano la loro possibilità di vincere la carica. I conflitti sono regolati, elaborati secondo regole e quindi limitati. Questo non è consenso, ma nemmeno caos. Solo conflitto regolato; conflitto senza uccisioni. Le schede sono "pietre di carta".

### Crisi della democrazia
Il libro di Przeworski Crises of Democracy (2019)  analizza le minacce alla democrazia nel ventunesimo secolo nelle democrazie consolidate e sostiene che i problemi non sono solo di natura politica. Egli sostiene che i problemi hanno profonde radici economiche, sociali e culturali.

## Grandi opere
- Przeworski, Adam, and Henry Teune. 1970. The Logic of Comparative Social Inquiry. New York: Wiley.
- Cortés, Fernando, Adam Przeworski, and John Sprague. 1974. Systems Analysis for Social Scientists. New York: John Wiley & Sons.
- Przeworski, Adam. 1975. “Institutionalization of Voting Patterns, or is Mobilization the Source of Decay.” American Political Science Review 69(1): 49–67.
- Przeworski, Adam, and Michael Wallerstein. 1982. “The Structure of Class Conflict in Democratic Capitalist Societies.” American Political Science Review 76(2): 215–238.
- Przeworski, Adam. 1985. Capitalism and Social Democracy. Cambridge: Cambridge University Press.
- Przeworski, Adam, and John Sprague. 1986. Paper Stones: A History of Electoral Socialism. Chicago: University of Chicago Press.
- Przeworski, Adam. 1986. “Some Problems in the Study of the Transition to Democracy,” pp. 47–63, in Guillermo O’Donnell, Philippe Schmitter, and Laurence Whitehead (eds.), Transitions from Authoritarian Rule. Comparative Perspectives. Baltimore, MD: The Johns Hopkins University Press.
- Przeworski, Adam, and Michael Wallerstein. 1988. "Structural Dependence of the State on Capital." American Political Science Review 82(1): 11–29.
- Przeworski, Adam. 1990. The State and the Economy Under Capitalism. New York: Harwood Academic Publishers.
- Przeworski, Adam. 1991. Democracy and the Market: Political and Economic Reforms in Eastern Europe and Latin America. Cambridge: Cambridge University Press.
- Luiz Carlos Bresser Pereira, José María Maravall, and Adam Przeworski (eds.). 1993. Economic Reforms in New Democracies: A Social-Democratic Approach. Cambridge: Cambridge University Press.
- Przeworski, Adam, and Fernando Limongi. 1993. "Political Regimes and Economic Growth." Journal of Economic Perspectives 7(3): 51–69. homepage.ntu.edu.tw,  https://homepage.ntu.edu.tw/~kslin/macro2009/Przeworski&Limongi_1993.pdf.
- Przeworski, Adam, et al. 1995. Sustainable Democracy. New York: Cambridge University Press.
- Przeworski, Adam, and Fernando Limongi. 1997. "Modernization: Theories and Facts." World Politics 49(2): 155–183.
- Przeworski, Adam, Susan C. Stokes and Bernard Manin (eds.) 1999. Democracy, Accountability and. Representation. Cambridge: Cambridge University Press.
- Przeworski, Adam. 1999. “Minimalist Conception of Democracy: A Defense,” pp. 23–55, in Ian Shapiro and Casiano Hacker-Cordón (eds.), Democracy’s Value. New York, NY: Cambridge University Press. is.muni.cz,  https://is.muni.cz/el/fss/podzim2019/POLn4002/um/Przeworski_Minimalist_Conception_of_Democracy.pdf.
- Przeworski, Adam, with Michael E. Alvarez, Jose Antonio Cheibub, and Fernando Limongi. 2000. Democracy and Development: Political Institutions and Well-Being in the World, 1950–1990. Cambridge: Cambridge University Press.
- Przeworski, Adam, and José María Maravall (eds.) 2003. Democracy and the Rule of Law. Cambridge: Cambridge University Press.
- Przeworski, Adam. 2003. States and Markets: A Primer in Political Economy. Cambridge: Cambridge University Press.
- Jennifer Gandhi and Adam Przeworski. 2007. "Authoritarian Institutions and the Survival of Autocrats." Comparative Political Studies 40(11): 1279–1301.
- Przeworski, Adam. 2009. “Conquered or Granted? A History of Franchise Extensions.” British Journal of Political Science 39(2): 291–321.
- Przeworski, Adam. 2010. Democracy and the Limits of Self-Government. Cambridge: Cambridge University Press.
- Przeworski, Adam. 2018. Why Bother with Elections? London: Polity Press.
- Przeworski, Adam. 2019. Crises of Democracy. Cambridge: Cambridge University Press.

## Scritti non accademici
- Przeworski, Adam. 1992. "The Neoliberal Fallacy." Journal of Democracy 3(3): 45–59. Przeworski, The Neoliberal Fallacy – [PDF Document].
- Przeworski, Adam. 2020. "Life in the Time of COVID-19." Concilium Civitas March 19, 2020.  Concilium Civitas Almanac 2020/2021 – Professor Adam Przeworski “Life in the Time of COVID-19” – Concilium Civitas.
- Przeworski, Adam. 2021. "From Revolution to Reformism." Boston Review Jan. 28, 2021.  From Revolution to Reformism.
- Przeworski, Adam. 2021. “What Have I Learned from Marx and What Still Stands? Politics & Society 49(4): 433–450
- Przeworski, Adam. 2024. "Who Decides What Is Democratic?" Journal of Democracy 35(3): 5–16. muse.jhu.edu,  https://muse.jhu.edu/pub/1/article/930423/pdf.